# هواپیمای شاتل‌بر

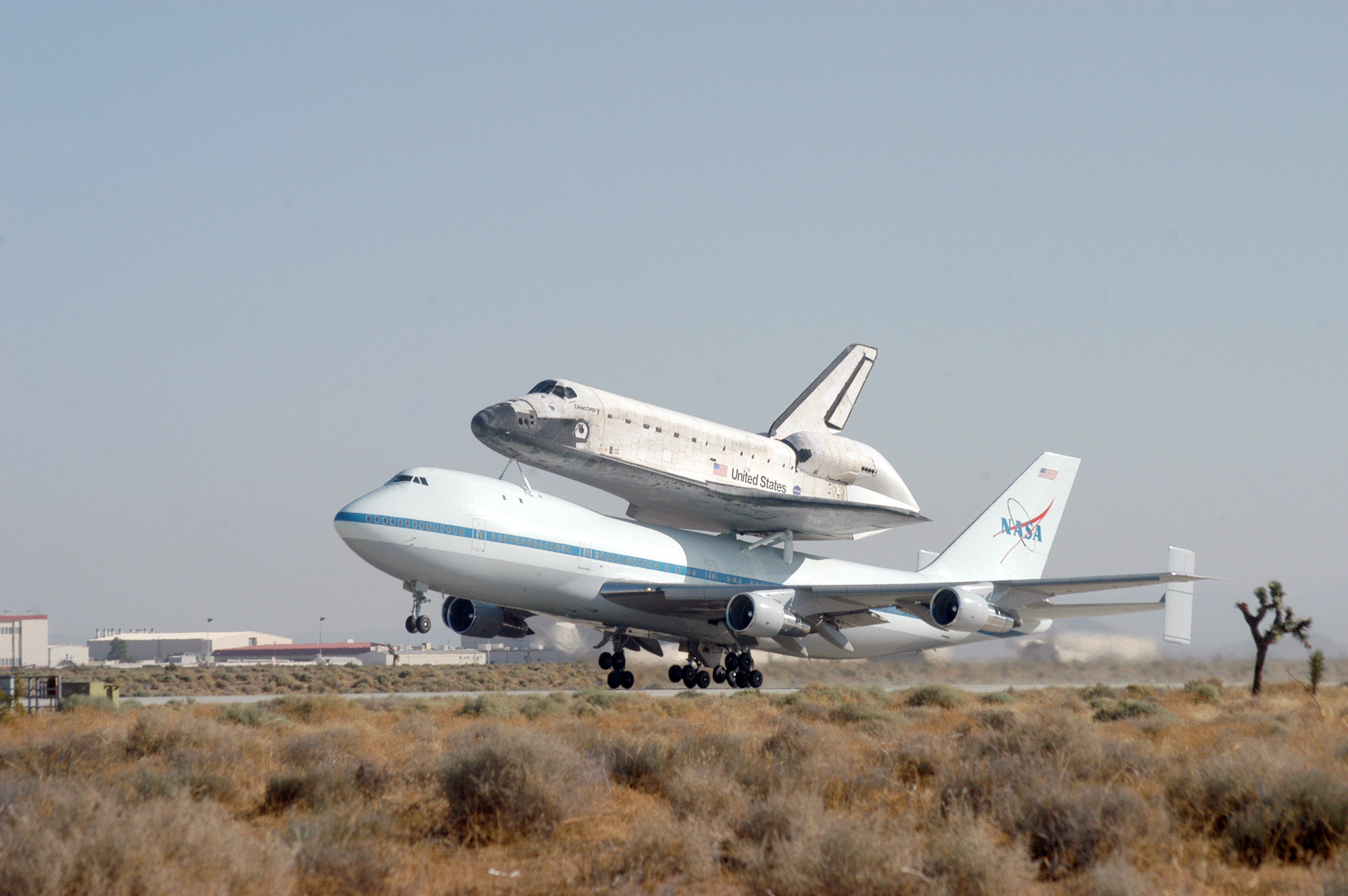
یک مدارگرد شاتل فضایی سوار بر هواپیمای شاتل‌بر

هواپیمای شاتِل‌بَر (به انگلیسی: Shuttle Carrier Aircraft)، دو فروند بوئینگ ۷۴۷ بودند که از آن‌ها برای حمل مدارگرد شاتل فضایی در جو زمین استفاده می‌شد. ناسا این هواپیماها را تا حد زیادی تغییر داده بود تا برای این عملیات مناسب باشند.
در دوران رقابت فضایی، اتحاد جماهیر شوروی از آنتونوف-۲۲۵ برای حمل فضاپیمای بوران استفاده می‌کرد.

## نگارخانه

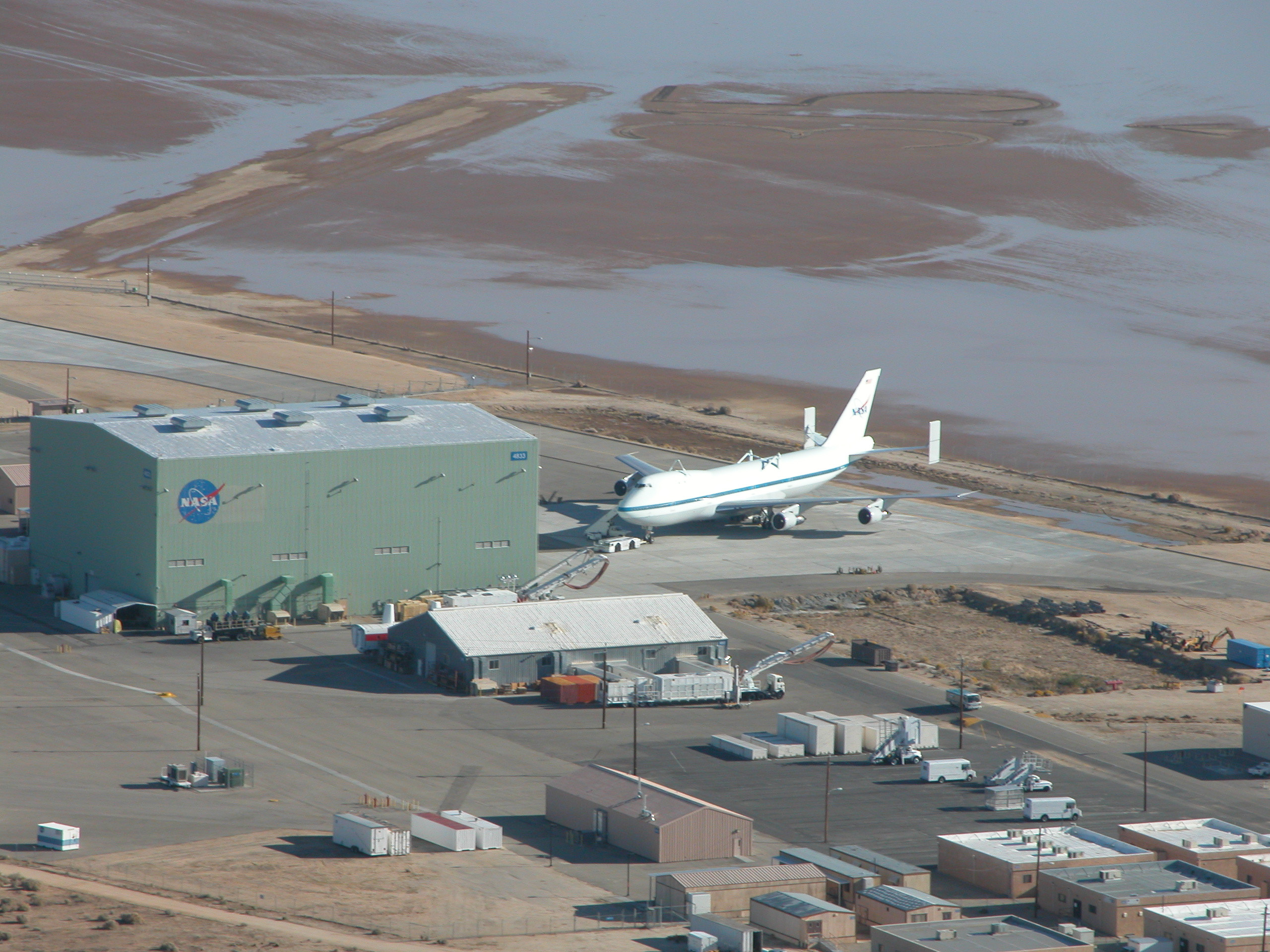
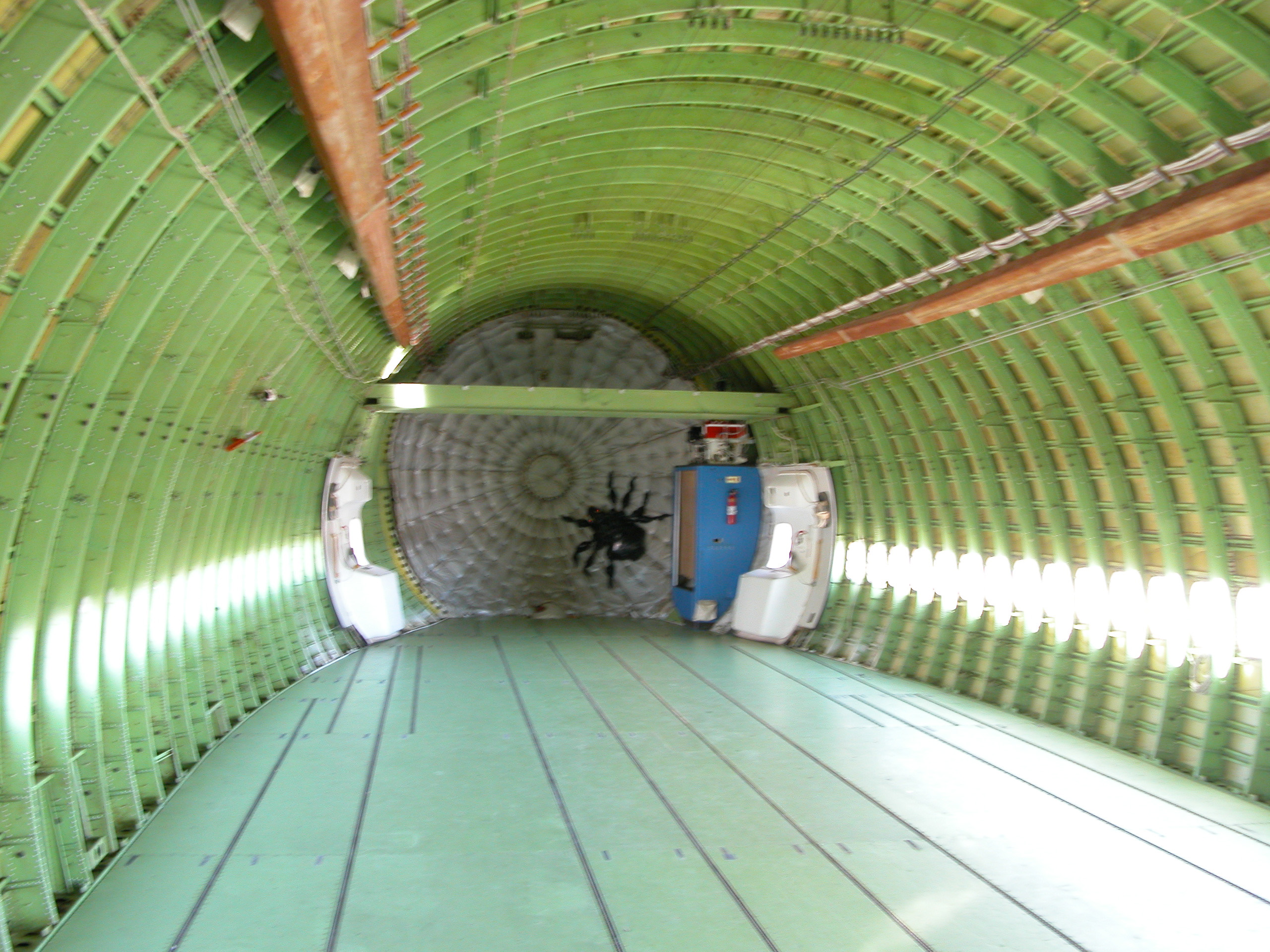
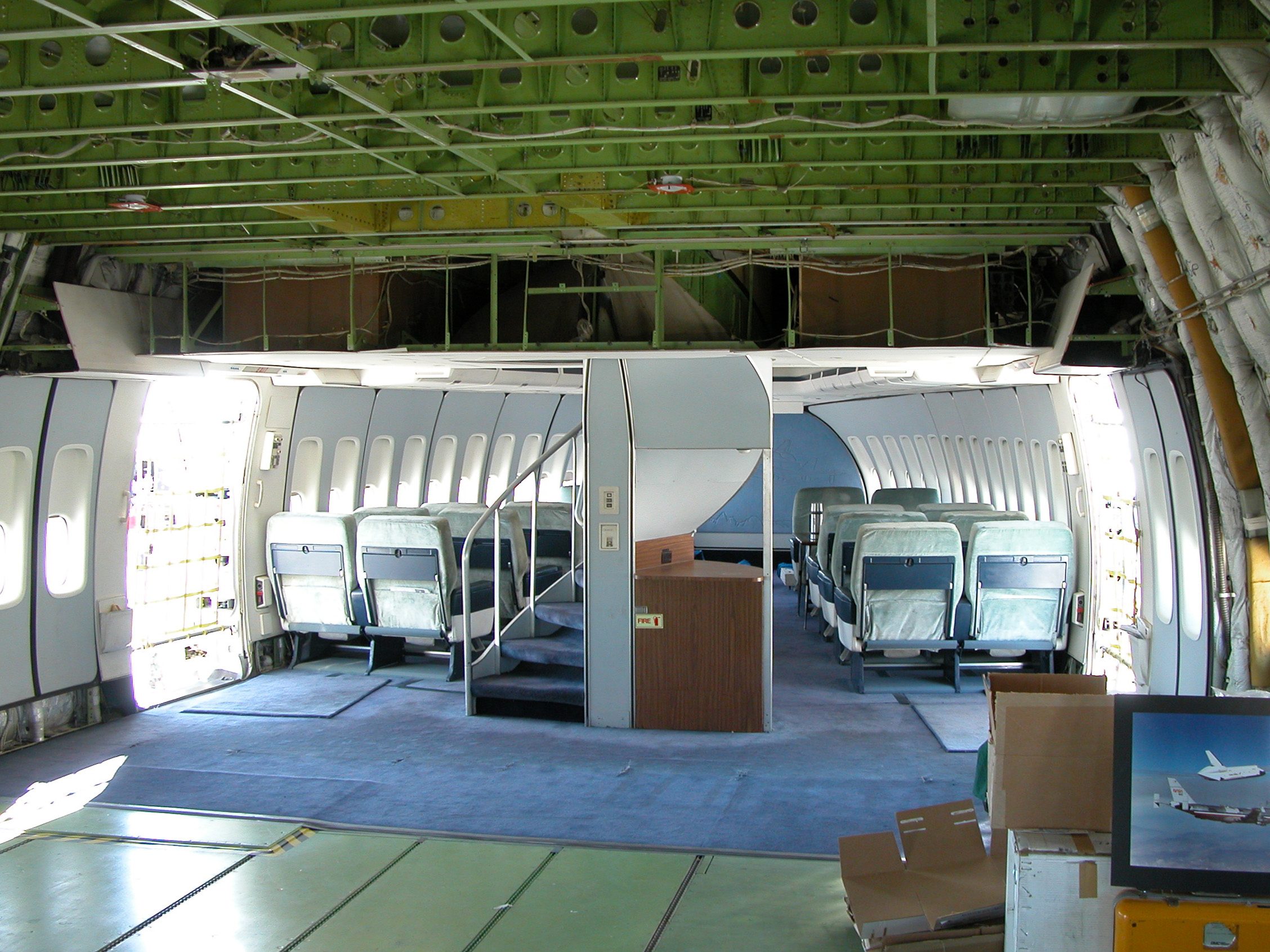
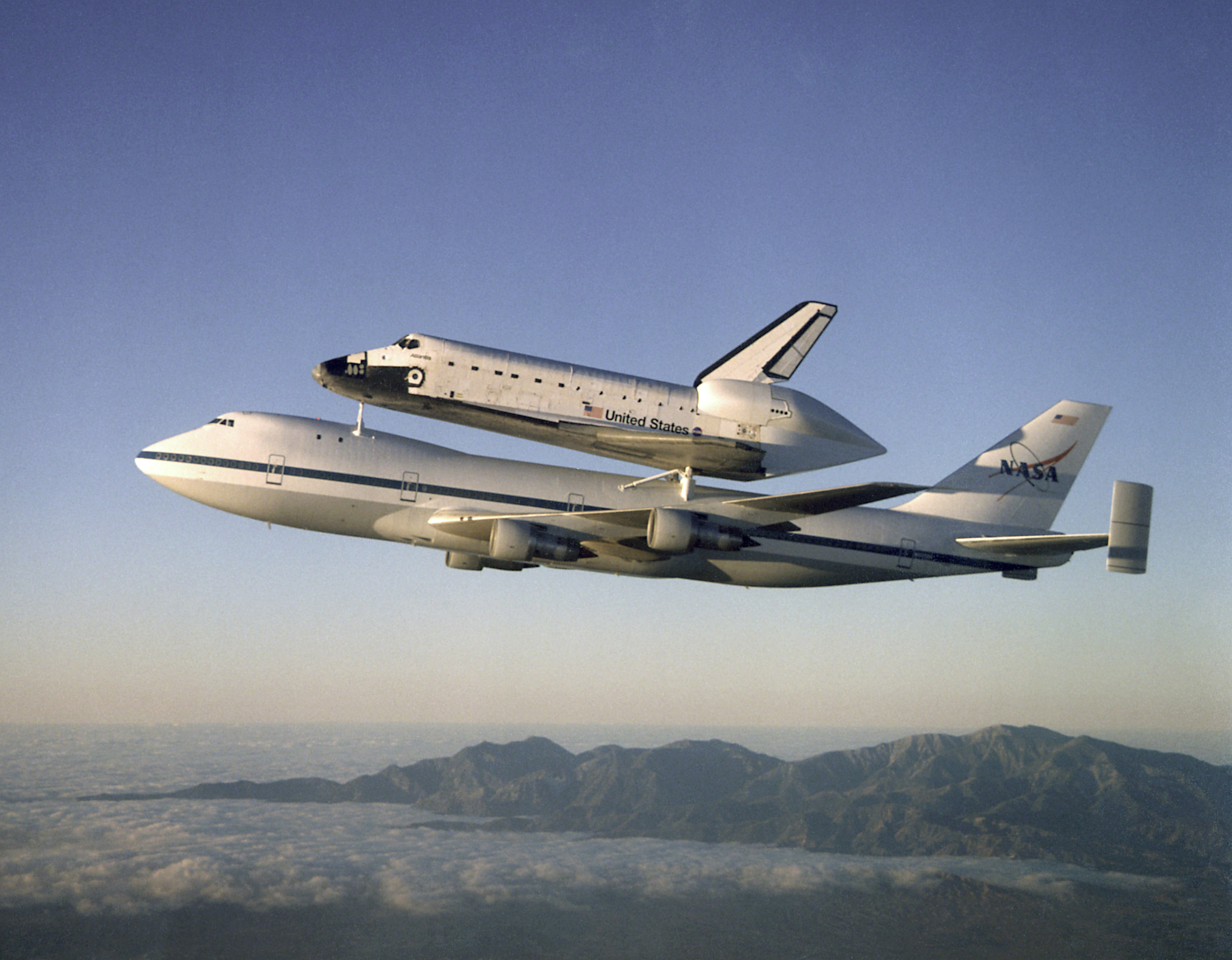
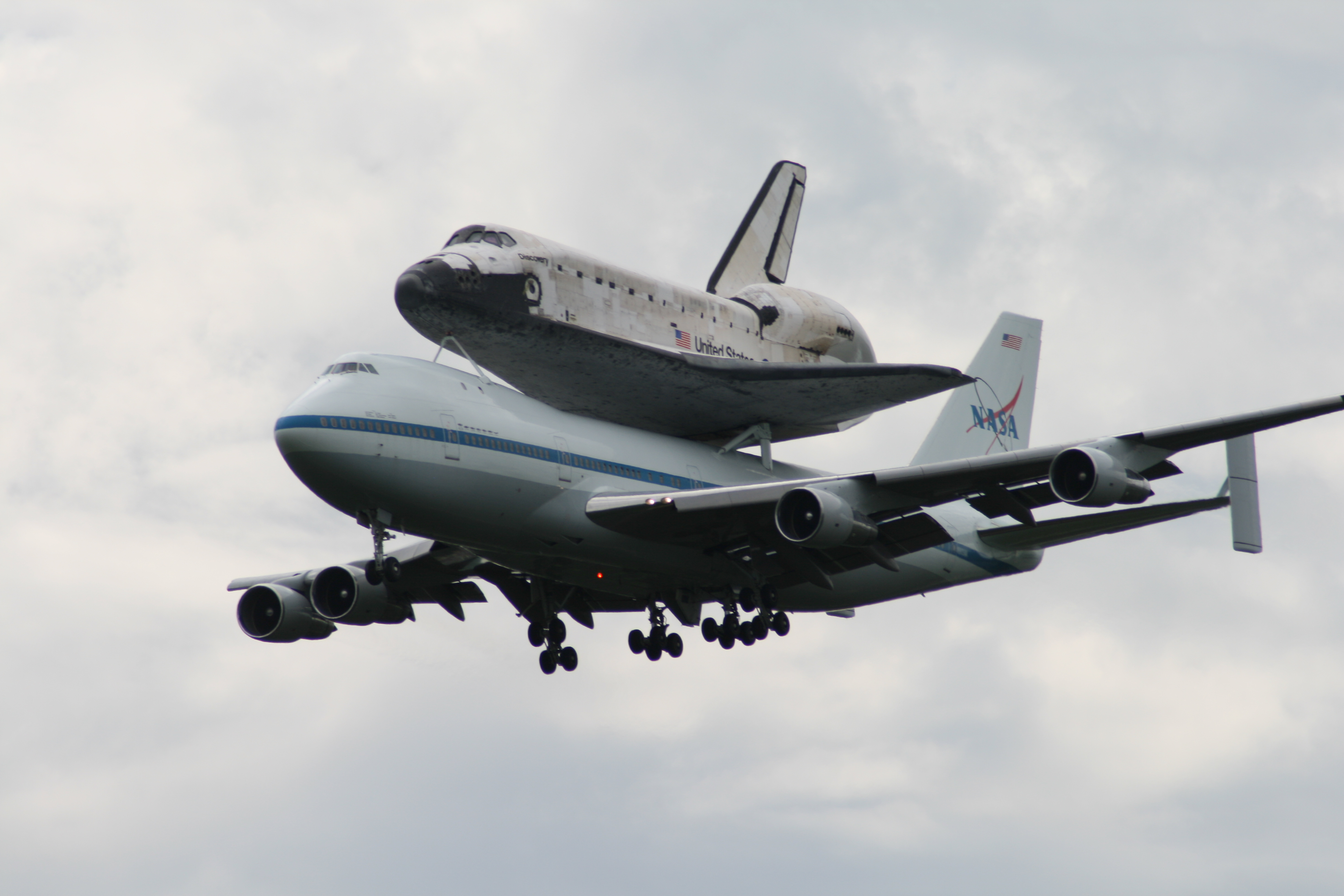